# Kystredningsstation
En redningsstation eller en kystredningsstation er en bygning med udstyr til redningsaktioner (dvs. SAR-operationer) så som redningsbåde og andet redningsudstyr. Karakteristisk for stationerne er den grønne port med påmalede Dannebrogsflag over kors, dette bomærke stammer fra 1882, hvor Christian 9. deltog i en øvelse med redningsbåd ved Klitmøller og derefter gav han redningsvæsenet lov til at føre splitflag.

## Historie
Et dansk kystredningsvæsen blev oprettet på initiativ af daværende sandflugtskommissær Claudi, der havde oplevet, at menneskeliv var gået tabt på grund af manglende hjælpemidler for redningsarbejde. Han rejste til England og studerede Royal national Life Board Institution, der var oprettet i 1824, og efterfølgende fik han "Foreningen for Søfartens
Fremme" og Frimurerlogen til at medvirke ved gennemførelsen. I første omgang blev der udstationeret redningsbåde ved henholdsvis Agger-kanalen og Harboøre samt opsat et raketapparat ved Klitmøller, efter engelsk forbillede. I 1849 nedsatte Indenrigsministeriet en kommission, som også Claudi blev medlem af, til at fremkomme med forslag til, hvordan et samlet redningsvæsen kunne indrettes. I 1850—51 blev for første gang afsat penge på finansloven til redningsvæsen, og ved Lov af 26. marts 1852 blev fastlagt de juridiske rammer for et dansk redningsvæsen.

### 1851
Ved udgangen af 1851 var der oprettet 22 redningsstationer mellem Skagen og Blåvand, alle med raketapparater og de 14 af dem med synkefri redningsbåde. Det skete på baggrund af en redningsaktion 12.-13. april 1847, hvor det engelske barkskib "Vertumnus" strandede ved Harboøre strand. Her blev fire mænd reddet, mens 13 omkom. De ville kunne være reddet, hvis man havde rådet over tidssvarende redningsudstyr. Strandingen gav stødet til etablering af en organiseret søredningstjeneste i Danmark. Primus motor var kammerråd Christopher Berent Claudi, der selv deltog i redningsaktionen idet han boede på en gård i nærheden. 1. oktober nedsattes en kommission bestående af kaptajn i artilleriet, Lundbye, (måske C.C. Lundbye) kaptajnløjtnant fra marinen, Ipsen, og Claudi. De foretog undersøgelser fra Vestkysten og skydeøvelser med raketter ved allerede etablerede raketstationer. Ved udgangen af 1851 var der oprettet 21 stationer på den jyske vestkyst. Det var Flyvholm, Tuskjær, Skagen, Kandestederne, Nørre Tornby, Lønstrup, Løkken, Blokhus, Slettestrand, Lild Strand, Hanstholm, Klitmøller, Nørre Vorupør, Vesteragger, Thyborøn, Vedersø, Sønderlyngvig, Bjerregård, Hennegård og Blåvand.
Den 26. marts 1852 blev "Lov angaaende Redningsvæsenet på de danske Kyster" vedtaget, og redningsvæsenet i Danmark var dermed formelt en realitet.

### 1925
Af redningsstationer fandtes der i 1925 63, heraf var 35 båd- og raketstationer (33 i Jylland med tilhørende øer og 2 på Bornholm), 13 bådstationer (12 i Jylland med tilhørende øer og 1 på Møn), samt 15 raketstationer (8 i Jylland, 4 på Bornholm, 1 på Christiansø, 1 på Møn og 1 på Sjælland). Endvidere fandtes der i Jylland 10 bistationer med redningsbåde, der betjentes fra en nærliggende hovedstation.
Materiellet bestod af redningsbåde og raketapparater. Der fandtes i alt 53 almindelige redningsbåde, af hvilke 41 var stationerede på Jyllands kyster, samt 11 motorredningsbåde, der hovedsagelig havde station i havnene. Materiellet opbevaredes i særligt dertil byggede huse nær stranden.
Redningsvæsenet havde sit eget telefonnet, der satte ledelsen, opsynsmændene, vagtfolkene med flere i telefonisk forbindelse med hinanden. Der var i alt 185 telefonstationer i Jylland, hvoraf 64 var alarmeringsstationer, fordelt langs Jyllands vestkyst, og 34 stationer ved det bornholmske redningsvæsen. For at lette transporten til strandingsstedet af det tunge materiel, der foregik på svære transportvogne, forspændt med flere spand heste, var der anlagt veje fra husene langs stranden i læ af klitterne, hvor sådanne fandtes. For at kunne opdage strandingerne i tide, holdtes der vagt om natten og i usigtbart vejr om dagen langs stranden, dels af strandfogeden og dels af redningsvæsenets mandskab. Blev der observeret et skib i fare for stranding eller et strandet skib, tilkaldtes redningsapparaterne gennem alarmtelefonstationerne. Redningsvæsenets årlige budget var på 800.000 kr. (ca. 20,6 mio. i 2009-kroner). Der blev mellem 1852 og 1925 reddet ca. 10.500 menneskeliv.

### I dag
Der er i dag 21 redningsstationer placeret over hele landet. Sker ulykken i nærheden af en redningsstation, vil JRCC, der har ansvaret for søredning i Danmark, ofte vurdere, at den lokale redningsstation kan yde den hurtigste hjælp.

## Fredning
I dag er flere af de ældre redningsstationer omdannet til museer, eksempelvis Nymindegab og Haurvig Redningsstation, og en er endda ombygget til en kirke, Thorsminde Kirke.
10 redningsstationer er fredede. De ældste fra før 1900 er bygget efter samme model: Lave bådhuse ca. 6 m × 12 m røde teglstensbygninger med hvidkalkede stræbepiller og skifertag. Raketbygningerne er af samme materialer, men mindre. Fredede redningsstationer fra før 1900 er Haurvig fra 1887, med raketapparathus fra 1882, Nymindegab fra 1892, Rindby fra 1888, Sønderho fra 1887 og Rømø Kirkeby fra 1887. Fredede redningsstationer fra 1900 og frem til 2. verdenskrig er større og mere forskelligartede: Slettestrand fra 1936, Stenbjerg fra 1931, Flyvholm fra 1934, Tuskær fra 1934 og Mandø fra 1912. 

## Udstyr
Af redningsstationens udstyr er de vigtigste raketapparatet og redningsbådene.

### Raketapparat
Raketapparatet anvendes fra kyster, hvor der er så dybt vand, at strandingerne foregår helt inde ved kysten. Ved hjælp af en raket skydes en tynd line ud over det strandede skib, hvorved der opnås forbindelse mellem land og skibet. Til raketapparatet hører raketstativet, raketlinen og raketten med påsat raketstok. raketstativet er trebenet med to korte ben på forsiden og et langt ben på bagsiden, hvilket tillige tjener til leje for raketstokken samt til at give apparatet en passende elevation, afhængig af vindforhold, afstanden til skibet, kystens højde med mere. Elevationen måles ved et på stativet anbragt pendul. Raketlinen er en tynd (36 mm) manilaline, der ligger omhyggelig opskudt i linekassen, så den kan løbe ud uden at komme i uorden. Dette opnås på følgende måde: Kassen har dobbelt bund, fra den nederste stikker en del pinde op gennem huller i den øverste. Linen snos rundt om pindene, og når den skal udskydes, borttages den nederste bund med pindene. Raketten, der kan være enkelt, dobbelt eller tredobbelt, består af et stålhylster med ca. 2 kg sats pr enkelt raket. Ved de dobbelte er hylstret gjort længere, og satsen er adskilt ved en jernskive på en sådan måde, at der først går ild i den øvre, når den nedre er udbrændt. På raketten anbringes raketstokken, efter at raketlinen er vist gennem et hul i stokkens nederste ende og fastgjort ved raketten. Den tændes ved en tænder eller lunte. Rækkevidden er henholdsvis 280, 330 og 500 m. Når raketten er udskudt, og raketlinen faldet over skibet, træder det egentlig redningsapparat i virksomhed. Ved hjælp af raketlinen hales en blok, hvori en ind- og udhalerløber er skåret, om bord, og blokken fastgøres på et sikkert sted så højt på skibet eller på masterne, som omstændighederne tillader og fordrer det herefter kastes raketlinen los, og ved hjælp af udhalerlinen hales fra land en trosse ud til skibet, hvis tamp fastgøres ca. 1/2 m under blokken. På trossen vandrer redningsstolen, i hvilken de skibbrudne en ad gangen hales til land ved hjælp af ud- og indhalerlinen. betjeningen af raketapparatet fordrer megen øvelse og erfaring af betjeningsmandskabet, og skibsbesætningen må nøje følge anvisningerne til brugen af apparatet, der skal findes opslået i ethvert søgående skib.

### Redningsbåd
Indtil 1914 anvendte man 10 årers robåde. Robådene var skynkefrie idet de var forsynet med lufttætte kasser og selvlænsende. Bådene blev trukket af flere spand heste fra redningsstationen til kysten hvor båden skulle sættes i vandet.
De første motorbåde blev taget i brug i Skagen, 1914, Klitmøller, 1916, og Nørre Vorupør, 1920. I 1965 udviklede redningsvæsnet og redningsmændene en ny type redningsbåd til anvendelse ved vestkysten og i Skagerrak. Disse både blev af en type der selv vendte sig på ret køl hvis de væltede – den første båd, MRB 34, lå i Hvide Sande og MRB 35 i Thyborøn.

## Galleri
- Nymindegab Redningsstation (nu museum)
- Nymindegab Redningsstation med delvis åben port
- Haurvig Redningsstation (nu museum), byningen til venstre er bådhus, det grønne hus i midten er alarmcentral og bygningen til højre er til opbevaring af raketapperater
- Redningsbåd i Hvide Sande, Emile Robin
- Redningsstation Thorsminde set fra landsiden, bag porten er et udrykningskøretøj med raketapperater
- Redningsstation Thorsminde set fra vandsiden, bag porten er en hurtiggående redningsbåd
- Redningsstation Thorsminde hører under Farvandsvæsenet
- Thorsminde Kirke er en ombygget redningsstation
- Redningsstation Faltring
- Redningsstation Faltring